# روبی کی
روبی کی (انگلیسی: Robbie Kay) یک هنرپیشه اهل بریتانیا است که بیشتر برای نقش پیترپن در مجموعه تلویزیونی روزی روزگاری و تامی کلارک در سریال قهرمان‌ها: تولد دوباره شهرت دارد.

## برگزیدهٔ آثار
- خیزش هانیبال (۲۰۰۷)
- قطعات فراری (۲۰۰۷)
- در بروژ (۲۰۰۸)
- باتوری (۲۰۰۸)
- پینوکیو (۲۰۰۹)
- دزدان دریایی کارائیب: سوار بر امواج ناشناخته (۲۰۱۱)
- روزی روزگاری (2018–2013)
- قهرمان‌ها: تولد دوباره (۲۰۱۶–۲۰۱۵)